# 末吉隼也
末吉 隼也（すえよし としや、1987年11月18日 - ）は、福岡県出身の元サッカー選手。現役時代のポジションはミッドフィールダー（ボランチ）。

## 経歴
福岡大学サッカー部時代に、第33回総理大臣杯全日本大学サッカートーナメントでの優勝に貢献。その優勝で出場権を得た第89回天皇杯全日本サッカー選手権大会では出場した全3試合でアシストを記録した。大学の同期に河田晃兵、宮路洋輔、福井諒司、藤田直之、高橋祐太郎がいた。
2009年12月28日には2010年シーズンからのアビスパ福岡への加入内定が発表された。そして迎えた2010年・J2第1節の甲府戦では開幕スタメンを飾り、同じく新入団の中町公祐とダブルボランチを組んで勝利に貢献した。それ以降も中町と不動のボランチコンビを形成し31試合に出場。福岡のJ1昇格の立役者の一人となった。2011年はプレーの舞台がJ1へと移ったが、ここでも中町とのコンビを維持し年間を通じてレギュラーとして出場。しかし、チームは年間順位17位となり1年でJ2に降格となった。
2013年、ライバルチームであるサガン鳥栖に完全移籍。高校・大学時代のチームメイトである藤田直之と再びチームメイトとなったが、その藤田と高橋義希が組むボランチコンビの牙城を崩す事はできず、シーズン中盤からはベンチさえ入れないシーズンを送った。翌2014年に大分トリニータに期限付き移籍。2015年、古巣のアビスパ福岡に3年ぶりに復帰が決定した。
2018年、ファジアーノ岡山へ完全移籍。
2019年、SC相模原へ完全移籍。同年はJ3リーグ25試合に出場したが、シーズンオフの2020年1月7日、現役引退を発表した。

## 所属クラブ
- - 1999年 引野サッカースポーツ少年団（引野小学校）
- 2000年 - 2002年 引野中学校
- 2003年 - 2005年 東海大五高校
- 2006年 - 2009年 福岡大学
- 2010年 - 2012年  アビスパ福岡
- 2013年 - 2014年  サガン鳥栖
  - 2014年  大分トリニータ（期限付き移籍）
- 2015年 - 2017年  アビスパ福岡
- 2018年  ファジアーノ岡山
- 2019年  SC相模原

## 個人成績
| 国内大会個人成績 | 国内大会個人成績 | 国内大会個人成績 | 国内大会個人成績 | 国内大会個人成績 | 国内大会個人成績 | 国内大会個人成績 | 国内大会個人成績 | 国内大会個人成績 | 国内大会個人成績 | 国内大会個人成績 | 国内大会個人成績 |
| 年度             | クラブ           | 背番号           | リーグ           | リーグ戦         | リーグ戦         | リーグ杯         | リーグ杯         | オープン杯       | オープン杯       | 期間通算         | 期間通算         |
| 年度             | クラブ           | 背番号           | リーグ           | 出場             | 得点             | 出場             | 得点             | 出場             | 得点             | 出場             | 得点             |
| 日本             | 日本             | 日本             | 日本             | リーグ戦         | リーグ戦         | リーグ杯         | リーグ杯         | 天皇杯           | 天皇杯           | 期間通算         | 期間通算         |
| ---------------- | ---------------- | ---------------- | ---------------- | ---------------- | ---------------- | ---------------- | ---------------- | ---------------- | ---------------- | ---------------- | ---------------- |
| 2009             | 福岡大           | 7                | -                | -                | -                | -                | -                | 3                | 0                | 3                | 0                |
| 2010             | 福岡             | 22               | J2               | 31               | 1                | -                | -                | 3                | 0                | 34               | 1                |
| 2011             | 福岡             | 22               | J1               | 29               | 2                | 2                | 0                | 2                | 0                | 33               | 2                |
| 2012             | 福岡             | 7                | J2               | 32               | 1                | -                | -                | 2                | 0                | 34               | 1                |
| 2013             | 鳥栖             | 23               | J1               | 7                | 0                | 4                | 0                | 0                | 0                | 11               | 0                |
| 2014             | 大分             | 15               | J2               | 36               | 3                | -                | -                | 2                | 0                | 38               | 3                |
| 2015             | 福岡             | 15               | J2               | 39               | 4                | -                | -                | 1                | 0                | 40               | 4                |
| 2016             | 福岡             | 15               | J1               | 24               | 0                | 4                | 0                | 2                | 1                | 30               | 1                |
| 2017             | 福岡             | 15               | J2               | 4                | 0                | -                | -                | 2                | 0                | 6                | 0                |
| 2018             | 岡山             | 15               | J2               | 25               | 0                | -                | -                | 1                | 0                | 26               | 0                |
| 2019             | 相模原           | 19               | J3               | 25               | 1                | -                | -                | -                | -                | 25               | 1                |
| 通算             | 日本             | 日本             | J1               | 60               | 2                | 10               | 0                | 4                | 1                | 74               | 3                |
| 通算             | 日本             | 日本             | J2               | 167              | 9                | -                | -                | 11               | 0                | 178              | 9                |
| 通算             | 日本             | 日本             | J3               | 25               | 1                | -                | -                | -                | -                | 25               | 1                |
| 通算             | 日本             | 日本             | 他               | -                | -                | -                | -                | 3                | 0                | 3                | 0                |
| 総通算           | 総通算           | 総通算           | 総通算           | 252              | 12               | 10               | 0                | 18               | 1                | 280              | 13               |

その他の公式戦
- 2015年
  - J1昇格プレーオフ 2試合0得点

- J1初出場 - 2011年3月5日 第1節 アルビレックス新潟戦
  - 初得点 - 2011年5月15日 第11節 ガンバ大阪戦
- J2初出場（公式戦初出場） - 2010年3月6日 第1節 ヴァンフォーレ甲府戦 
  - 初得点 - 2010年8月21日 第23節 水戸ホーリーホック戦

試合会場は全てレベルファイブスタジアム。

## 代表歴
- 2007年 九州大学選抜
- 2008年 九州大学選抜
- 2009年 九州大学選抜

## 獲得タイトル
- 2009年 第33回総理大臣杯全日本大学サッカートーナメント 優勝